# Prefektura Óita

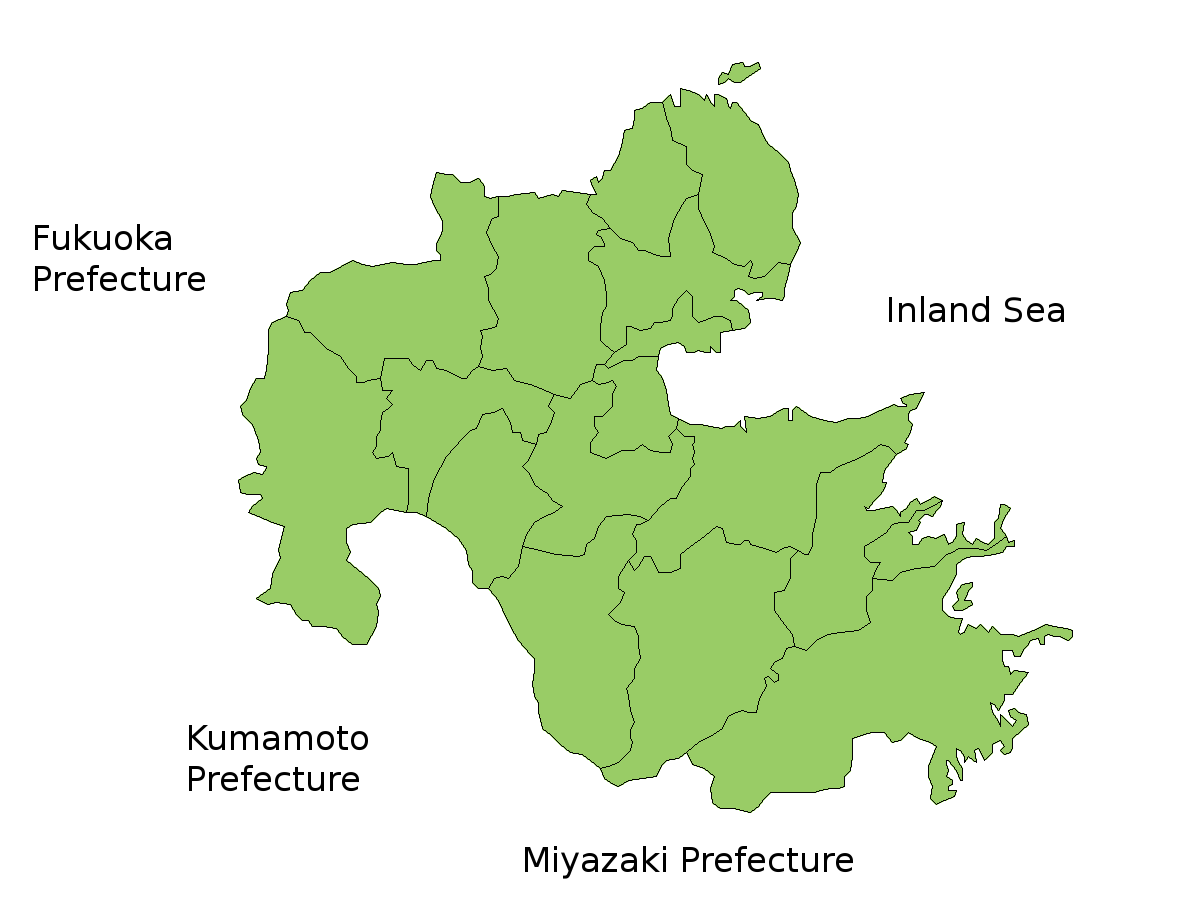
Mapa prefektury Óita

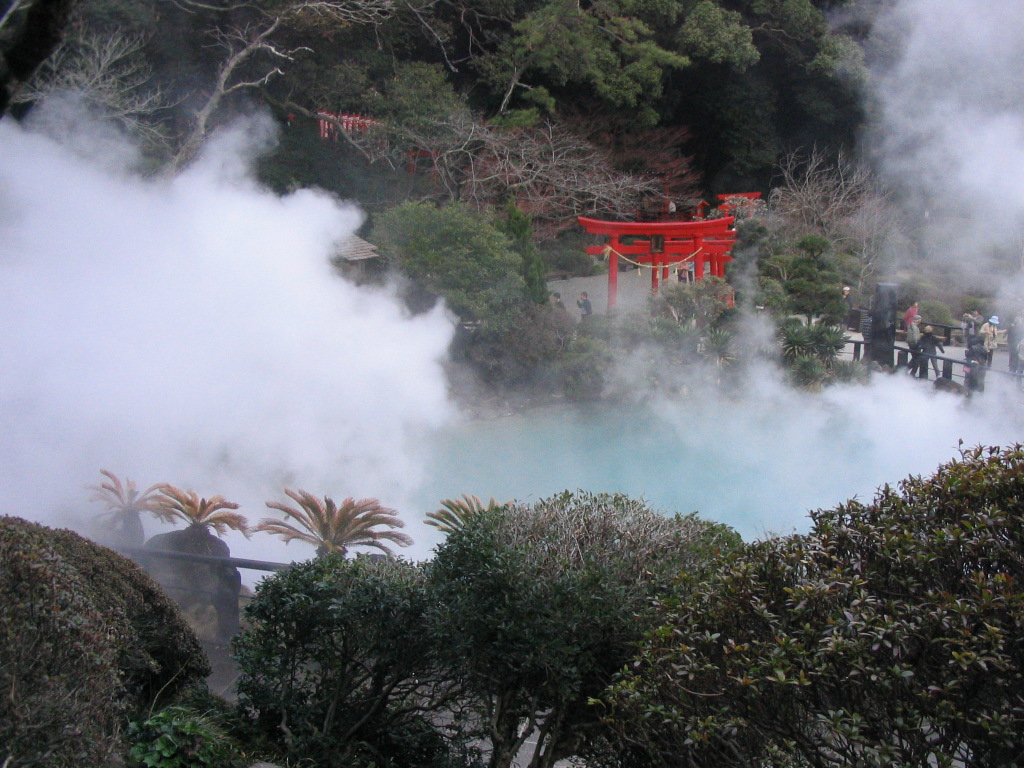
Jedny z vroucích pramenů v Beppu

Prefektura Óita (japonsky: 大分県, Óita-ken) je jednou ze 47 prefektur Japonska. Nachází se na ostrově Kjúšú. Hlavním městem je Óita.
Prefektura má rozlohu 6 338,82 km² a k 1. říjnu 2005 měla 1 209 587 obyvatel.

## Historie
Na území dnešní prefektury se dříve rozkládaly provincie Bungo a Buzen.

## Geografie

### Města
V prefektuře Óita je 14 velkých měst (市, ši):
| - Beppu (別府) - Bungo-óno (豊後大野) - Bungotakada (豊後高田) - Cukumi (津久見) - Hita (日田) - Jufu (由布) - Kicuki (杵築) | - Kunisaki (国東) - Nakacu (中津) - Óita (大分 hlavní město) - Saiki (佐伯) - Taketa (竹田) - Usa (宇佐) - Usuki (臼杵) |